# 赵晓勇
赵晓勇（1951年—），汉族，中华人民共和国政治人物，第十一届、第十二届全国政协委员。
担任十一届全国政协常务委员、全国工商联常委、湖北省工商联主席。2008年，当选第十一届全国政协常务委员，代表中华全国工商业联合会，分入第二十二组。